# Zosterop de les Bismack
El zosterop de les Bismack (Zosterops hypoxanthus) és un ocell de la família dels zosteròpids (Zosteropidae).

## Hàbitat i distribució
abita els boscos de les terres baixes de les illes de Nova Bretanya, Vuatom, illes del Duc de York, Nova Irlanda, Nova Hannover, Manus i altres petites illetes de l'arxipèlag de Bismarck.